# والتر برايس (لاعب كرة قدم)
والتر برايس (بالإنجليزية: Walter Price)‏ هو مدرب كرة قدم ولاعب كرة قدم بريطاني (وحمل سابقاً جنسية المملكة المتحدة لبريطانيا العظمى وأيرلندا) في مركز الظهير، ولد في 13 أغسطس 1896. لعب مع نادي بريستول روفيرز وAberdare Athletic F.C. ‏ وPontypridd United F.C. ‏.